# Schreckenbergturm
Der Schreckenbergturm ist ein 15,5 m hoher Aussichtsturm bei Zierenberg im nordhessischen Landkreis Kassel (Deutschland).

## Geographische Lage
Der Schreckenbergturm steht nordöstlich oberhalb der Kernstadt von Zierenbergs auf dem innerhalb des Naturparks Habichtswald gelegenen Großen Schreckenberg (460 m ü. NHN). Er befindet sich rund 275 m südlich der Südkuppe des Bergs auf knapp 460 m Höhe.

## Beschreibung und Geschichte
Erbaut wurde der Turm  als Wartturm. Nach seinem Verfall wurde er 1911 wieder aufgebaut und als Aussichtsturm zugänglich gemacht. 1991 erfolgte eine Sanierung des aus Natursteinen bestehenden Turms. Eigentümer ist der Hessisch-Waldeckische Gebirgs- und Heimatverein (HWGHV; Zweigverein Zierenberg).

## Aussichtsmöglichkeit
Von der Aussichtsplattform des Turms blickt man über das im Warmetal gelegene Zierenberg, das vom Turm aus betrachtet teils durch Bäume verdeckt ist, und hinüber zu den jenseits bzw. südwestlich dieses Tals gelegenen Bergen Großer Bärenberg, auf dem der Bärenbergturm steht, und Burghasunger Berg (beim Stadtteil Burghasungen). In Richtung Süden schaut man nach Ehlen, einem im Warmetal liegenden Ortsteil der Gemeinde Habichtswald, und zum Hohen Habichtswald. Südostwärts blickt man zum Hohen Dörnberg.

## Erreichbarkeit und Wandern
Zu erreichen ist der Turm nur auf Waldwegen, unter anderem auf einem von Zierenberg kommenden und durch das Naturdenkmal Blaue Steine (vulkanisches Basalt-Geröllfeld) steil bergauf führenden Serpentinenpfad. Direkt vorbei am Turm führt der Habichtswaldsteig.